# Кубок націй ОФК 2004
Кубок націй ОФК 2004 — сьомий розіграш Кубка націй ОФК. Груповий етап турніру було розіграно в Аделаїді (Австралія) з 29 травня по 6 червня 2004 року, а фінальні матчі були зіграні 9 і 12 жовтня 2004 року. Перемогу вчетверте в своїй історії здобула збірна Австралії, яка в фіналі обіграла Соломонові острови 11:1 за сумою двох матчів.
Цей турнір, за винятком фіналу, також виконував функцію кваліфікаційного турніру до чемпіонату світу 2006 року.

## Відбірковий турнір
10 команд у кваліфікації були розділені на дві групи по п'ять збірних. Дві найкращі команди з кожної групи за результатами одноколового турніру виходили у фінальну стадію, де до них приєдналися дві «сіяні» збірні — Австралії і Нової Зеландії.

## Стадіони
| Сіднейський футбольний стадіон | Гіндмарш Стедіум  |
| Місткість：45,500              | Місткість：16,500 |
|                                |                   |
| Аделаїда                       | Хоніара           |
| Марден Спортс Комплекс         | Лоусон Тама       |
| Місткість：6,000               | Місткість：25,000 |
|                                |                   |

## Груповий етап
| Поз | Команда            | І | В | Н | П | ГЗ | ГП | РГ  | О  | Кваліфікація  |   | AUS | SOL | NZL | FJI | TAH  | VAN |
| --- | ------------------ | - | - | - | - | -- | -- | --- | -- | ------------- | - | --- | --- | --- | --- | ---- | --- |
| 1   | Австралія          | 5 | 4 | 1 | 0 | 21 | 3  | +18 | 13 | Вихід у фінал |   | —   | 2–2 | 1–0 | 6–1 | 9–0  | 3–0 |
| 2   | Соломонові Острови | 5 | 3 | 1 | 1 | 9  | 6  | +3  | 10 | Вихід у фінал |   | —   | —   | —   | —   | 4–0  | 1–0 |
| 3   | Нова Зеландія      | 5 | 3 | 0 | 2 | 17 | 5  | +12 | 9  |               |   | —   | 3–0 | —   | —   | 10–0 | 2–4 |
| 4   | Фіджі              | 5 | 1 | 1 | 3 | 3  | 10 | −7  | 4  |               | — | 1–2 | 0–2 | —   | 0–0 | 1–0  |     |
| 5   | Таїті              | 5 | 1 | 1 | 3 | 2  | 24 | −22 | 4  |               | — | —   | —   | —   | —   | 2–1  |     |
| 6   | Вануату            | 5 | 1 | 0 | 4 | 5  | 9  | −4  | 3  |               | — | —   | —   | —   | —   | —    |     |

| 29 травня 2004 |

| Вануату | 0–1      | Соломонові Острови     |
| ------- | -------- | ---------------------- |
|         | Протокол | Батрам Сурі 51' (пен.) |

| Марден Спортс Комплекс, Аделаїда Глядачів: 200 Арбітр: Марк Шилд (Австралія) |

| 29 травня 2004 |

| Таїті | 0–0      | Фіджі |
| ----- | -------- | ----- |
|       | Протокол |       |

| Гіндмарш Стедіум, Аделаїда Глядачів: 3,000 Арбітр: Стефано Фаріна (Італія) |

| 29 травня 2004 |

| Австралія    | 1–0      | Нова Зеландія |
| ------------ | -------- | ------------- |
| Брешіано 40' | Протокол |               |

| Гіндмарш Стедіум, Аделаїда Глядачів: 12,130 Арбітр: Клаус Бо Ларсен (Данія) |

| 31 травня 2004 |

| Нова Зеландія                 | 3–0      | Соломонові Острови |
| ----------------------------- | -------- | ------------------ |
| Фішер 36' Аутон 81' Лайнз 90' | Протокол |                    |

| Марден Спортс Комплекс, Аделаїда Глядачів: 217 Арбітр: Едуардо Ітурральде Гонсалес (Іспанія) |

| 31 травня 2004 |

| Австралія                                                                                      | 9–0      | Таїті |
| ---------------------------------------------------------------------------------------------- | -------- | ----- |
| Кегілл 14', 47' Скоко 43' Сімон 44' (аг) Стерйовський 51', 61', 74' Здріліч 85' Чіпперфілд 89' | Протокол |       |

| Гіндмарш Стедіум, Аделаїда Глядачів: 1,200 Арбітр: Гаррі Еттісон (Вануату) |

| 31 травня 2004 |

| Фіджі    | 1–0      | Вануату |
| -------- | -------- | ------- |
| Тома 73' | Протокол |         |

| Гіндмарш Стедіум, Аделаїда Глядачів: 500 Арбітр: Чарльз Арііотіма (Таїті) |

| 2 червня 2004 |

| Австралія                                       | 6–1      | Фіджі        |
| ----------------------------------------------- | -------- | ------------ |
| Мадаскі 6', 50' Кегілл 39', 66', 75' Ельріх 89' | Протокол | Гатауруа 19' |

| Марден Спортс Комплекс, Аделаїда Глядачів: 2,200 Арбітр: Едуардо Ітурральде Гонсалес (Іспанія) |

| 2 червня 2004 |

| Таїті | 0–4      | Соломонові Острови                          |
| ----- | -------- | ------------------------------------------- |
|       | Протокол | Фа'ародо 9' Менапі 14', 80' Батрам Сурі 42' |

| Гіндмарш Стедіум, Аделаїда Глядачів: 50 Арбітр: Леоне Ракарой (Фіджі) |

| 2 червня 2004 |

| Вануату                                | 4–2      | Нова Зеландія   |
| -------------------------------------- | -------- | --------------- |
| Чіліа 37' Бібі 64' Малеб 72' Коріг 88' | Протокол | Ковені 61', 75' |

| Гіндмарш Стедіум, Аделаїда Глядачів: 356 Арбітр: Стефано Фаріна (Італія) |

| 4 червня 2004 |

| Нова Зеландія                                                                | 10–0     | Таїті |
| ---------------------------------------------------------------------------- | -------- | ----- |
| Ковені 6', 38', 45' Фішер 16', 22', 63' Джонс 72' Аутон 74' Нельсен 82', 87' | Протокол |       |

| Марден Спортс Комплекс, Аделаїда Глядачів: 200 Арбітр: Марк Шилд (Австралія) |

| 4 червня 2004 |

| Фіджі    | 1–2      | Соломонові Острови     |
| -------- | -------- | ---------------------- |
| Тома 21' | Протокол | Какаї 16' Хукарава 82' |

| Гіндмарш Стедіум, Аделаїда Глядачів: 1,500 Арбітр: Гаррі Еттісон (Вануату) |

| 4 червня 2004 |

| Вануату | 0–3      | Австралія                   |
| ------- | -------- | --------------------------- |
|         | Протокол | Алоїзі 25', 85' Емертон 81' |

| Гіндмарш Стедіум, Аделаїда Глядачів: 4,000 Арбітр: Чарльз Арііотіма (Таїті) |

| 6 червня 2004 |

| Таїті                   | 2–1      | Вануату  |
| ----------------------- | -------- | -------- |
| Тематауа 40' Вайока 89' | Протокол | Іваї 23' |

| Марден Спортс Комплекс, Аделаїда Глядачів: 300 Арбітр: Леоне Ракарой (Фіджі) |

| 6 червня 2004 |

| Фіджі | 0–2      | Нова Зеландія      |
| ----- | -------- | ------------------ |
|       | Протокол | Банс 8' Ковені 56' |

| Гіндмарш Стедіум, Аделаїда Глядачів: 2,000 Арбітр: Клаус Бо Ларсен (Данія) |

| 6 червня 2004 |

| Соломонові Острови | 2–2      | Австралія              |
| ------------------ | -------- | ---------------------- |
| Менапі 43', 75'    | Протокол | Кегілл 50' Емертон 52' |

| Гіндмарш Стедіум, Аделаїда Глядачів: 3,500 Арбітр: Едуардо Ітурральде Гонсалес (Іспанія) |

### Фінал
| 9 жовтня 2004 |

| Соломонові Острови | 1–5      | Австралія                                        |
| ------------------ | -------- | ------------------------------------------------ |
| Сурі 60'           | Протокол | Скоко 5', 28' Миличич 19' Емертон 43' Ельріх 79' |

| Лоусон Тама, Хоніара Глядачів: 21,000 Арбітр: Пітер О'Лірі (Нова Зеландія) |

| 12 жовтня 2004 |

| Австралія                                                          | 6–0      | Соломонові Острови |
| ------------------------------------------------------------------ | -------- | ------------------ |
| Миличич 5' К'юелл 8' Відмар 60' Томпсон 79' Ельріх 82' Емертон 89' | Протокол |                    |

| Сіднейський футбольний стадіон, Сідней Глядачів: 19,208 Арбітр: Леоне Ракарой (Фіджі) |

| Переможець                |
| ------------------------- |
| Австралія Четвертий титул |

## Найкращі бомбардири
6 голів
- Тім Кегілл
- Воген Ковені

4 голи
- Бретт Емертон
- Брент Фішер
- Коммінз Менапі

3 голи
- Ахмад Ельріх
- Йосип Скоко
- Міле Стерйовський
- Батрам Сурі

2 голи
- Джон Алоїзі
- Анте Миличич
- Адріан Мадаскі
- Вереса Тома
- Раян Нельсен
- Данкан Аутон

1 гол
- Марк Брешіано
- Скотт Чіпперфілд
- Гаррі К'юелл
- Арчі Томпсон
- Тоні Відмар
- Девід Здріліч
- Лайсіаса Гатауруа
- Че Банс
- Ніл Джонс
- Ааран Лайнз
- Генрі Фа'ародо
- Махлон Хукарава
- Пол Какаї
- Габріель Вайока
- Аксель Тематауа
- Лекса Бібі
- Річард Іваї
- Жан Малеб
- Сеймата Чіліа
- Альфонс Коріг

Автогол
- Венсан Сімон (проти Австралії)